# Diocese de Bom Jesus do Gurgueia
A Diocese de Bom Jesus do Gurguéia (Dioecesis Boni Iesu a Gurgueia), é uma circunscrição eclesiástica da Igreja Católica Apostólica Romana no Brasil, criada no dia 3 de outubro de 1981. Seu bispo é Dom Marcos Antônio Tavoni.

## História
A 18 de junho de 1920, a pedido do núncio apostólico no Brasil, a Santa Sé publica a bula Ecclesiae Universae, criando uma nova prelazia, com o nome de Prelazia de Bom Jesus do Gurguéia, desmembrada da então Diocese de Piauí. Em 3 de outubro de 1981, a prelazia é elevada à categoria de diocese.[carece de fontes?]

## Brasão
Em 2014 a diocese adotou um novo símbolo heráldico; «segundo dom Marcos Antônio Tavoni, é inspirado no padroeiro, Senhor Bom Jesus da Boa Sentença. “Traz a coroa de espinhos, recordando o Cristo obediente e humilde; ao centro, em forma de cruz, as cinco chagas de Jesus, onde encontramos nosso refúgio, abaixo as águas, em abundância, do Rio Gurgueia e do grande lençol freático ali existente, marco geográficos que identificam e enobrecem a diocese de Bom Jesus do Gurgueia, fonte de vida”», conforme então declarou o prelado.

## Prelados
Ao longo de sua história, a diocese teve seis bispos:
|        | Nome                                          | Período      | Notas  |
| Bispos | Bispos                                        | Bispos       | Bispos |
| ------ | --------------------------------------------- | ------------ | ------ |
| 6º     | Dom Marcos Antônio Tavoni                     | 2014 - atual |        |
| 5º     | Dom Ramón López Carrozas, O. de M.            | 1989 - 2014  |        |
| 4º     | Dom José Vásquez Díaz, O. de M.               | 1958 - 1989  |        |
| 3º     | Dom Inocêncio López Santamaria, O. de M.      | 1930 - 1958  |        |
| 2º     | Dom Ramón Harrison Abello, O. de M.           | 1926 - 1928  |        |
| 1º     | Dom Pedro Pascual Miguel y Martínez, O. de M. | 1924 - 1926  |        |